# 2,4-Ditiapentan

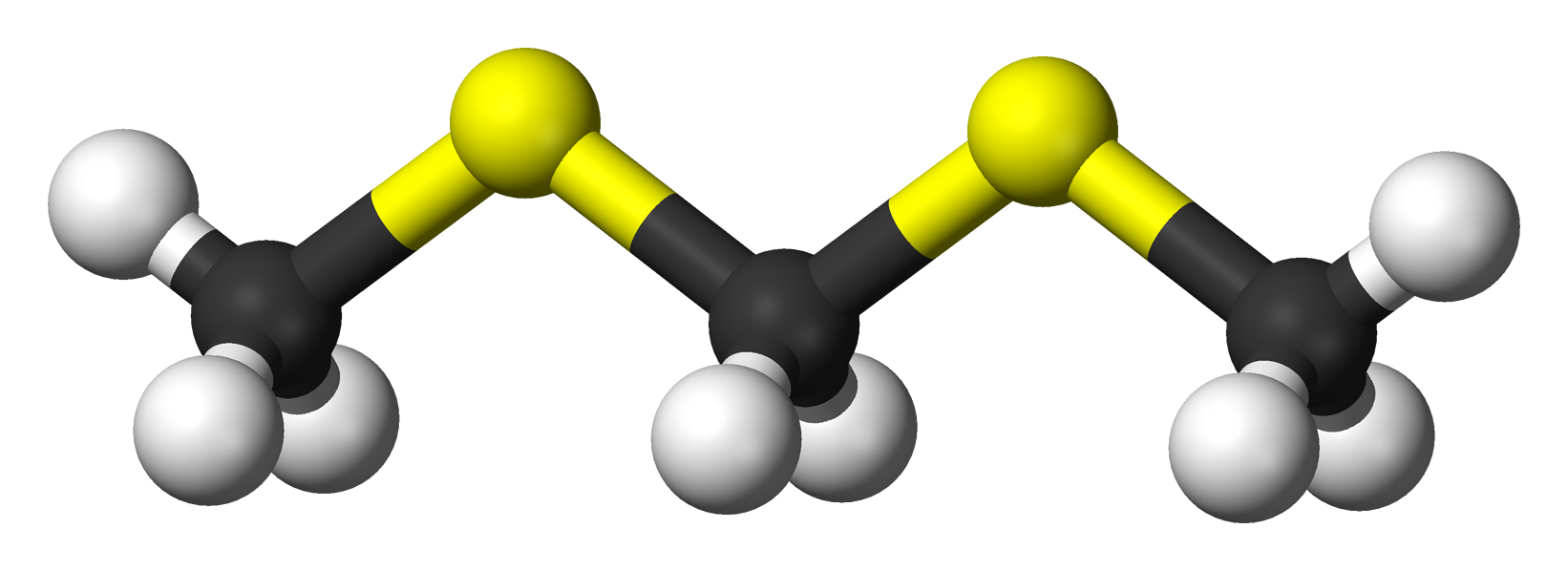
2,4-Ditiapentan.

2,4-Ditiapentan är en organisk svavelförening, en tioeter, som förekommer i tryffel och kan användas för smaksättning, framför allt i form av tryffelsmakande olivolja.